# Hyles albina
Hyles albina är en fjärilsart som beskrevs av Charles Oberthür. Hyles albina ingår i släktet Hyles och familjen svärmare. Inga underarter finns listade i Catalogue of Life.